# Туралф Скулем
Туралф Алберт Скулем (норв. Thoralf Albert Skolem, 23. мај 1887 – 23. март 1963) био је норвешки математичар који је радио на пољима математичке логике и теорије скупова.

## Биографија
Иако је Скулемов отац био наставник у основој школи, већина његове фамилије бавила се пољопривредом. Скулем је похађао средњу школу у Кристијанији (граду који је касније преименован у Осло), положивши пријемни испит за универзитет 1905. године. Тад се уписао на Универзитет краља Фредерика како би студирао математику, али је похађао и курсеве физике, хемије, зоологије и ботанике.
Године 1909. почео је да ради као асистент физичару Кристијану Биркеланду, познатом по бомбардовању магнетизованих сфера електронима и добијањем ефеката сличним аурори; тако су Скулемове прве публикације били радови из физике које је написао заједно са Биркеландом. Године 1913. Скулем је прошао државни испит са похвалом и завршио је дисертацију под називом Истраживања алгебре логике. Такође је путовао са Биркеландом у Судан, како би посматрао зодијачку светлост. Провео је зимски семестар 1915. године на Универзитету у Гетингену, тада водећем истраживачком центру на пољима математичке логике, математике и апстрактне алгебре, на којима је Скулем касније бриљирао. Године 1916. постављен је за истраживача на Универзитету краља Фредерика. Године 1918. постао је доцент математике и изабран је у Норвешку академију наука.
Скулем се испрва није формално пријавио да буде докторски кандидат, верујући да је докторат био непотребан у Норвешкој. Касније је променио мишљење и поднео тезу 1926. године, под називом Неке теореме о целобројним решењима појединих алгебарских једначина и неједначина. Његов ментор докторске тезе био је Аксел Ту, иако је Ту умро 1922. године.
Године 1927. оженио се са Едит Вилхелмином Хасволд.
Скулем је наставио да предаје на Универзитету краља Фредерика (који је преименовам у Универзитет у Ослу 1939. године) до 1930. године, када је постао научни сарадник на Институту Кристијан Микелсен у Бергену. Ова позиција омогућила је Скулему да врши истраживања без административних и предавачких обавеза. Међутим, та позиција је такође захтевала да живи у Бергену, граду који тада није имао универзитет, па самим тим ни истраживачку библиотеку, тако да није био у могућности да буде у току са математичком литературом. Године 1938. вратио се у Осло како би добио професуру математике на универзитету. Тамо је предавао постдипломске курсеве алгебре и теорије бројева, а само повремено математичке логике. Скулемов докторски студент Ејстајн Оре наставио је своју каријеру у САД.
Скулем је био председник Норвешког математичког друштва и био је многогодишњи уредник листа Norsk Matematisk Tidsskrift ("Норвешки математички журнал"). Такође је био оснивачки уредник часописа Mathematica Scandinavica.
По свом пензионисању 1957. године, више пута је одлазио у Сједињене Државе, где је држао предавања на тамошњим универзитетима. Остао је интелектуално активан до своје изненадне и неочекиване смрти.

## Математика
Скулем је објавио око 180 радова везаних за диофантске једначине, теорију група, теорију латица, и понајвише за теорију скупова и математичку логику. Највише је објављивао у норвешким часописима са ограниченим међународним тиражом, тако да су његове резултате други математичари откривали тек повремено. Један пример је Скулем—Нетерина тероема, која карактерише аутоморфизме простих алгебри. Скулем је објавио доказ 1927. године, али га је Еми Нетер независно открила неколико година касније.
Скулем је био међу првима који су писали о латицама. Године 1912. био је први који је описао слободну дистрибутивну латицу коју генерише n елемената. Године 1919. доказао је да је свака импликативна латица (која се сада назива и Скулемова латица) дистрибутивна и да је свака коначна дистрибутивна латица импликативна. Након што су ове резултате открили и остали, Скулем је објавио рад 1936. године на немачком језику, под називом "Über gewisse 'Verbände' oder 'Lattices'", приказујући своје раније радове на теорији латица.
Скулем је био пионир у теорији модела. Године 1920. умногоме је упростио доказ теореме коју је Леополд Левенхајм доказао 1915. године, што је резултовало Левенхајм—Скулемовом теоремом, која казује да ако пребројива теорија првог реда има бесконачни модел, онда има пребројив модел. Његов доказ из 1920. године искористио је аксиому избора, али је касније (1922. и 1928. године) представио доказе користећи Кенигову лему уместо те аксиоме. Интересантно је да је Скулем, као и Левенхајм, писао на тему математичке логике и теорије скупова користећи нотацију пионира теорије модела, Чарлса Сандерса Пирса и Ернста Шредера, укључујући ∏ и ∑ као квантификаторе за везивање променљивих, у супротности са нотацијом коју су користили Пеано, Principia Mathematica и Принципи математичке логике. Скулем (1934) је био пионир у конструкцији нестандардног модела аритметике и теорије скупова.
Скулем (1922) је рафинисао Зермелове аксиоме за теорију скупова, тако што је заменио Зермелов нејасан појам "коначних" својстава са било којим својством које може да се кодира у логици првог реда. Резултујућа аксиома је сада део стандардних аксиома теорије скупова. Скулем је такође истакао да је последица Левенхајм—Скулемове теореме оно што је сада познато као Скулемов парадокс: Ако су Зермелове аксиоме конзистентне, онда оне морају да буду задовољавајуће у оквиру пребројивог домена, иако доказују постојање непребројивих скупова.

## Потпуност
Потпуност логике првог реда је лака последица резултата које је Скулем доказао почетком 1920-их година и дискутовао у раду Скулем (1928), али није нагласио ову чињеницу, можда зато што математичари и логичари нису постали потпуно свесни потпуности као фундаменталног математичког проблема док га 1928. године прво издање Хилбертовог и Акермановог рада Принципи математичке логике није јасно артикулисало. У сваком случају, Курт Гедел је први доказао ову потпуност 1930. године.
Скулем није имао поверења у бесконачност и био је један од оснивача математичког финитизма. Скулем (1923) поставља своју примитивну рекурзивну аритметику, врло рани допринос теорији израчунљивих функција, као начин избегавања такозваних парадокса бесконачности. Ту је развио аритметику природних бројева тако што је прво дефинисао објекте користећи примитивну рекурзију, а онда је осмислио други систем за доказивање својстава објеката дефинисаних првим системом. Ова два система су му омогућила да дефинише просте бројеве и да успостави знатан део теорије бројева. Ако се први од ових система може сматрати програмским језиком за дефинисање објеката, а други као програмска логика за доказивање својстава објеката, онда се Скулем може сматрати као ненамеран пионир теоретског рачунарства.
Године 1929. Пресбургер је доказао да је Пеанова аритметика без множења непротивречна, комплетна и одлучива. Наредне године, Скулем је доказао да исто то важи и за Пеанову аритметику без сабирања, систем који је назван Скулемова аритметика у његову част. Геделов познати резултат из 1931. године је тај да је сама Пеанова аритметика (са сабирањем и множењем) непотпуна, па самим тим  неодлучива.
Хао Ванг похвалио је Скулемова дела на следећи начин:
"Скулем има склоност да генералне проблеме решава конкретним примерима. Често је деловало да представља доказе истим редоследом којим их је откривао. Ово има за последицу свежу неформалност као и одређену неконклузивност. Многи од његових радова делују као извештаји о напретку. Ипак, његове идеје су често трудне и потенцијално могуће за широку примену. Био је врло 'слободног духа': није припадао ниједној школи, није основао ниједну своју школу, није често користио познате резултате... био је иноватор и већина његових радова може да се прочита и разуме без пуно специјализованог знања. Да је млад данас, делује врло извесно да му логика... не би била интересантна." (Скулем 1970: 17-18)

### Примарне
- Skolem, Thoralf (1934). „Über die Nicht-charakterisierbarkeit der Zahlenreihe mittels endlich oder abzählbar unendlich vieler Aussagen mit ausschließlich Zahlenvariablen” (PDF). Fundamenta Mathematicae (на језику: German). 23 (1): 150—161.

### Писања у енглеском преводу
- Жан ван Хајенорт, 1967. From Frege to Gödel: A Source Book in Mathematical Logic, 1879–1931. Harvard Univ. Press.
  - 1920. 
  - 1922. 
  - 1923. 
  - 1928.